# Ahmesz-Nebetta
Ahmesz-Nebetta („A Hold gyermeke, a föld úrnője”) az ókori egyiptomi XVII. dinasztia hercegnője, feltehetőleg Szekenenré Ta-aa leánya, I. Jahmesz testvére. Címei: „a király leánya”, „a király testvére”.

## Említései
Legfontosabb említése egy szobrán maradt fenn, amelyet a Louvre őriz (leltári szám N 496). Ezen azonosítják egy uralkodó lányaként, egy uralkodó testvéreként és Ahhotep királyné lányaként; neve kártusba írva szerepel. A mai állapotában 24,6 cm magas szobor ülve ábrázolja a hercegnőt; deréktól felfelé hiányos.
A Louvre egy másik szobra (E 15682), amely a király legidősebb fiát, Jahmeszt (s3-nsw smsw ỉˁḥ-ms) ábrázolja trónon ülő fiatalemberként, és megnevezi Szekenenré fáraót is, szintén említi „a király nagy leányát”, Ahmeszt (s3.t-nsw wr.t ỉˁḥ-ms), de ez a név igen gyakori volt abban az időben, és nem biztos, hogy Nebettára utal (a cím is eltér, és a név sincs kártusba írva). A szobron a herceg két nővérét nevezik meg, mindkettőt Ahmeszként; a másik valószínűleg Nebetta nővére, Ahmesz-Nofertari.
Ahmesz-Nebetta egy nem kortárs ábrázolása szerepel Inherhau munkavezető Deir el-Medina-i sírjában (TT359). A XX. dinasztia korabeli sírban „a Nyugat urai” címen ismert jelenet a XVII. dinasztia végének, XVIII. dinasztia elejének pár uralkodóját ábrázolja több családtagjukkal, illetve néhány korábbi és későbbi uralkodót. Nebetta a felső sorban látható nővére, Ahmesz-Tumeriszi mögött és fivére, Jahmesz-Szipair előtt.